# BUNGO〜ささやかな欲望〜
『BUNGO〜ささやかな欲望〜』（ぶんごう ささやかなよくぼう）は、2012年の日本の映画。2010年にTBSやBS-TBSなどで放送された短期ドラマシリーズ『BUNGO -日本文学シネマ-』の映画版である。
昭和を代表する文豪による短編小説6作品を映画化したオムニバス作品で、3作ずつ「見つめられる淑女たち」と「告白する紳士たち」に分けて2本同時に（ただし、各々別料金で）公開された。

## 見つめられる淑女たち

### 注文の多い料理店
- 原作：宮沢賢治
- 監督：冨永昌敬
- 脚本：菅野友恵

キャスト
- 藤子 - 石原さとみ： 受付嬢。愛人の左右吉を影で「銀行」と呼んでいる。
- 左右吉 - 宮迫博之： 専務。社長の娘と結婚した婿養子で恐妻家。藤子と不倫中。

原作との違い
舞台を昭和40年代に設定し、主人公の2人組を、互いに自分にとって都合のいい形で別れようと考えている不倫カップルに変更している。

### 乳房
- 原作：三浦哲郎
- 監督：西海謙一郎
- 脚本：岨手由貴子

キャスト
- 梅村かな江 - 水崎綾女
- 西沢寛次 - 影山樹生弥
- 洋一 - 中田晴大
- 寛次の父 - 塩見三省

### 人妻
- 原作：永井荷風
- 監督：熊切和嘉
- 脚本：山田太郎
- Additional music：山根美和子

キャスト
- 浅野年子 - 谷村美月
- 桑田 / クワタ - 大西信満
- 浅野 - 矢柴俊博

## 告白する紳士たち

### 鮨
- 原作：岡本かの子
- 監督：関根光才
- 脚本：大森寿美男

キャスト
- ともよ - 橋本愛： 福寿司の娘。
- 湊 - リリー・フランキー（少年期：榎本陸）： 福寿司の常連客。
- 田所 - 佐藤佐吉： 福寿司の常連客。歯医者。
- 石橋 - 川島潤哉： 福寿司の常連客。
- 佐藤 - マギー： 福寿司の常連客。虫屋。
- 湊の父 - 貴山侑哉
- 明信 - 高橋長英： ともよの祖父、福寿司店主。
- 湊の亡母 - 市川実日子

原作との違い
鮨屋の亭主が、ともよの父から祖父（じっちゃん）に変えられ、ともよの両親は登場しない。

### 握った手
- 原作：坂口安吾
- 監督：山下敦弘
- 脚本：向井康介

キャスト
- 松夫 - 山田孝之
- 水木 由子 - 成海璃子
- 綾子 - 黒木華

原作との違い
原作のラストシーンを冒頭に持って来て、これまでの経緯を松夫が由子に語る構成になっている。

### 幸福の彼方
- 原作：林芙美子
- 監督：谷口正晃
- 脚本：鎌田敏夫

キャスト
- 絹子 - 波瑠（幼少期：森くれあ）
- 村井 信一 - 三浦貴大
- 行商の父 - 柳原陽一郎
- 行商の母 - 平田敦子
- テル - 山脇万奈： 行商の子供。
- タケ - 山﨑光： 行商の子供。
- さかえ - 竹内晶子： 絹子の叔母。
- 吉尾 - でんでん

原作との違い
絹子が物売り一家の娘で、家族との縁が薄い女性として設定されている。また、原作のラストに登場する子連れの家族を、物売りの一家と設定して、本編中盤にも登場させている。

## その他
本作のパンフレットは、上映劇場では販売されず、電子書籍のダウンロード販売のみとなっている。

## 主題歌
- チュウォン「撫子」
- 作詞：堀込高樹
- 作曲、編曲：末光篤
- 音楽プロデューサー：田井モトヨシ